# Gergő Lovrencsics
Gergő Lovrencsics (Szolnok, 1 de setembre de 1988) és un futbolista professional hongarès que juga com a migcampista pel Ferencváros. Lovrencsiscs pot jugar en totes les posicions de la banda dreta, des del lateral dret fins a l'extrem dret.

## Carrera de club

### Lech Poznań
El 13 de juliol de 2013, es va anunciar oficialment que Lovrencsics havia signat contracte amb el Lech Poznań fins al 2016.

## Carrera internacional
Lovrencsics va debutar amb Hongria el 6 de juny de 2013, contra Kuwait.
El 14 de novembre de 2014, al minut 84, Lovrencsics (jugant com a extrem dret) va donar la seva primera assistència de gol com a internacional, contra Finlàndia, afavorint que Zoltán Gera marqués en un partit que acabà en 1-0 a favor dels hongaresos.
El 31 de maig de 2016 es va anunciar que el seleccionador Bernd Storck l'havia inclòs en l'equip definitiu d'Hongria per disputar l'Eurocopa 2016.

## Estadístiques

### Club
A 21 maig 2016.
| Club         | Temporada | Lliga       | Lliga   | Lliga | Copa    | Copa | Copa de la lliga | Copa de la lliga | Europa  | Europa | Altres1 | Altres1 | Total   | Total |
| Club         | Temporada | Lliga       | Partits | Gols  | Partits | Gols | Partits          | Gols             | Partits | Gols   | Partits | Gols    | Partits | Gols  |
| ------------ | --------- | ----------- | ------- | ----- | ------- | ---- | ---------------- | ---------------- | ------- | ------ | ------- | ------- | ------- | ----- |
| Lombard-Pápa | 2011–12   | NB I        | 30      | 7     | 1       | 0    | 9                | 4                | –       | –      | –       | –       | 40      | 11    |
| Lombard-Pápa | Total     | Total       | 30      | 7     | 1       | 0    | 9                | 4                | –       | –      | –       | –       | 40      | 11    |
| Lech Poznań  | 2012–13   | Ekstraklasa | 27      | 7     | 1       | 0    | –                | –                | 6       | 1      | –       | –       | 34      | 8     |
| Lech Poznań  | 2013–14   | Ekstraklasa | 37      | 9     | 2       | 0    | –                | –                | 4       | 0      | –       | –       | 43      | 9     |
| Lech Poznań  | 2014–15   | Ekstraklasa | 25      | 3     | 2       | 0    | –                | –                | 4       | 0      | –       | –       | 31      | 3     |
| Lech Poznań  | 2015–16   | Ekstraklasa | 23      | 0     | 5       | 0    | –                | –                | 10      | 0      | 0       | 0       | 38      | 0     |
| Lech Poznań  | Total     | Total       | 112     | 19    | 10      | 0    | –                | –                | 24      | 1      | 0       | 0       | 146     | 20    |

¹ Inclou la Supercopa polonesa.

### Internacional
| Equip nacional | Temporada | Partits | Gols |
| -------------- | --------- | ------- | ---- |
| Hongria        | 2013      | 2       | 0    |
| Hongria        | 2014      | 6       | 0    |
| Hongria        | 2015      | 3       | 1    |
| Hongria        | 2016      | 1       | 0    |
| Total          | Total     | 12      | 1    |

## Palmarès

### Club
Lech Poznań
- Ekstraklasa: 2014–15
- Supercopa polonesa: 2015